# 캐런 스틸

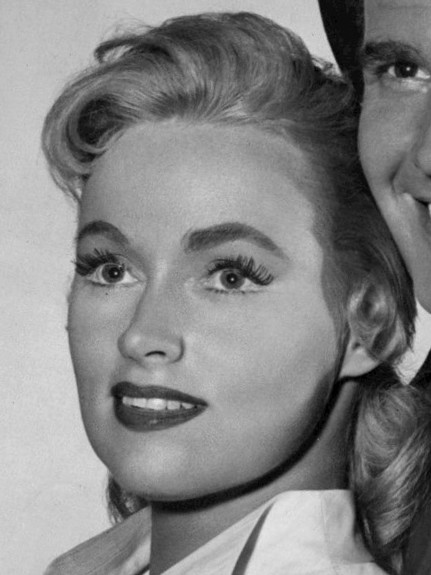

캐런 스틸(영어: Karen Steele, 1931년 3월 20일 ~ 1988년 3월 12일)은 미국의 배우이다.
하와이 호놀룰루 출신으로 킹먼에서 사망하였다. 사인은 암이다.

## 영화
- 런 투 더 하이 컨츄리 (1972년)
- 더 트랩 온 쿠거 마운틴 (1972년)
- 해피 엔딩 (1969년)
- 세일즈맨의 죽음 (1966년)
- 렉스 다이아몬드의 흥망성쇠 (1960년)
- 외로이 달리다 (1959년)
- 선셋 77번가 (1958년)
- 페리 메이슨 (1957년)
- 선다운의 결전 (1957년)
- 마티 (1955년)
- 클라이막스! (1954년)
- 챔프 (1953년)